# Cade Otton
Cade Otton (* 15. April 1999 in Tumwater, Washington) ist ein US-amerikanischer American-Football-Spieler auf der Position des Tight Ends. Zurzeit spielt er für die Tampa Bay Buccaneers in der National Football League (NFL).

## Frühe Jahre
Otton ging in seiner Geburtsstadt Tumwater, Washington, auf die Highschool. Ab 2017 besuchte er die University of Washington.

## NFL
Im NFL-Draft 2022 wurde Otton in der vierten Runde an 106. Stelle von den Tampa Bay Buccaneers ausgewählt. Am 6. November 2022 (9. Spieltag) fing er seinen ersten NFL-Touchdown beim 19:13-Sieg gegen die Los Angeles Rams.